# 北京梅兰芳故居
39°55′59″N 116°22′25″E / 39.93306°N 116.37361°E
北京梅兰芳故居有多处， 其中位于北京市西城区护国寺街9号的建筑是梅兰芳在1950年回北京定居后居住的地方，被辟为梅兰芳纪念馆。
1950年，梅兰芳回北京定居，1951年中央人民政府政务院将这处院落拨给梅兰芳的，当时专门进行了修葺。这是一个两进四合院，占地700平方米。前院由大门、影壁、倒座房组成，正院由正房、左右厢房及耳房组成。院内有两棵柿树、一棵苹果树和一棵西府海棠。
在这里，梅兰芳走过了人生的最后十年。梅兰芳最后一部新戏《穆桂英挂帅》就是在这里创作的。
这处院落常被一些导演选作拍摄地点，包括著名電視劇還珠格格。

## 北京梅兰芳纪念馆

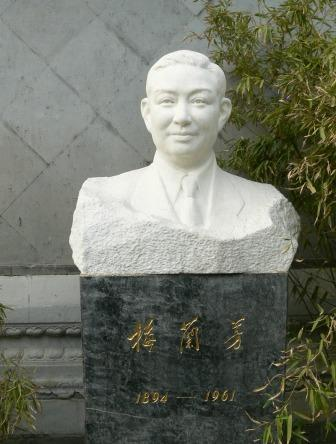
半身塑像，北京梅兰芳纪念馆

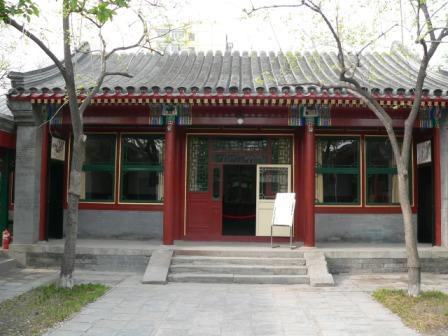
正房和院落

北京梅兰芳纪念馆是在梅兰芳故居的基础上设立的一个纪念和展示梅兰芳戏剧成就的纪念馆。1961年梅兰芳逝世后，中央政府决定了十项纪念梅先生的活动，其中就包括建立“梅兰芳纪念馆”。1964年，筹备工作被文革中断，梅兰芳的子女遭遇到“扫地出门”，红卫兵进驻梅宅后，毁坏并掠走不少财物。1983年国务院正式批准建立“梅兰芳纪念馆”。1986年10月22日，在梅兰芳诞辰92年之日，梅兰芳纪念馆正式对公众开放，并由邓小平题写馆名。
在一进门的影壁前，安放着雕塑家刘开渠及学生白澜生共同创作的汉白玉梅兰芳半身像。正房按梅兰芳居住时原貌布置，包括会客厅、书房和卧室，倒座房被辟为第一展室，主要是展览梅兰芳的生平和艺术成就。东厢房陈列梅兰芳使用过的京剧服装道具、戏单。西厢房陈列梅兰芳创作的国画和友人赠送的国画。纪念馆中收藏着梅氏家族四代人珍藏的数万件文物资料，主要是1965年中国戏曲研究院从梅家拉走的东西，幸有人机智保存未遭劫难。